# Урушадзе, Ной Александрович
Ной Алекса́ндрович Уруша́дзе (1920—1943) — участник Великой Отечественной войны, разведчик артиллерийского дивизиона 661-го артиллерийского полка 206-й стрелковой дивизии 47-й армии Воронежского фронта, Герой Советского Союза (1944).

## Биография
Родился в селе Лашисгели, ныне Ланчхутского района Грузии, в семье крестьянина. Грузин. Окончил 7 классов, после школы работал механиком в Ланчхутском дорожном отделе.
В Красной Армии с 1942 года, с июля 1942 в действующих частях.
В звании красноармейца служил разведчиком артиллерийского дивизиона 661-го артиллерийского полка 206-й стрелковой дивизии 47-й армии Воронежского фронта.

## История подвига
26 сентября 1943 года, участвуя в форсировании Днепра, рядовой Урушадзе одним из первых среди артиллеристов со стрелковым подразделением переправился через реку в районе села Пекари Каневского района Черкасской области Украины.
Смог установить связь с артдивизионом и корректировал стрельбу с левого берега реки. 29 сентября вражеская пехота под прикрытием сильного миномётного, артиллерийского и пулемётного огня, атаковали высоту, которую удерживали советские бойцы. Урушадзе в составе пехотного подразделения отразил семь контратак противника.
На следующий день 30 сентября фашистские автоматчики восемь раз атаковали наши позиции. Во время последней атаки рядовой в одиночку удерживал высоту, отразив атаку пулемётным огнём.
Ной Урушадзе погиб в бою 6 октября 1943 года. Похоронен в братской могиле в городе Ка́неве.
Указом Президиума Верховного Совета СССР от 3 июня 1944 года за образцовое выполнение боевых заданий командования на фронте борьбы с немецко-фашистским захватчиками и проявленные при этом мужество и героизм красноармейцу Урушадзе посмертно было присвоено звание Героя Советского Союза.
Награждён орденом Ленина, медалями.

## Память
В городе Каневе именем Ноя Урушадзе названа улица и школа № 1. В городе Ланчхути установлены его бюст и мемориальная доска.